# جون إيرلي
جون إيرلي هو نجار وسياسي أمريكي، ولد في 17 مارس 1828 في إسكس ‏ في كندا، وتوفي في 2 سبتمبر 1877 في روكفورد في الولايات المتحدة بسبب سل. نشط حزبياً في الحزب الجمهوري. وقد انتخب عضو مجلس ولاية إلينوي ‏.